# 魯氏割齒喉盤魚
魯氏割齒喉盤魚（學名：Tomicodon rupestris），為輻鰭魚綱鱸形目喉盤魚亞目喉盤魚科的其中一種，分布於中西大西洋的加勒比海海域，棲息深度可達3公尺，體長可達2.7公分，屬底棲性魚類，棲息在水淺的岩石海岸。